# المسيحية في مقدونيا الشمالية

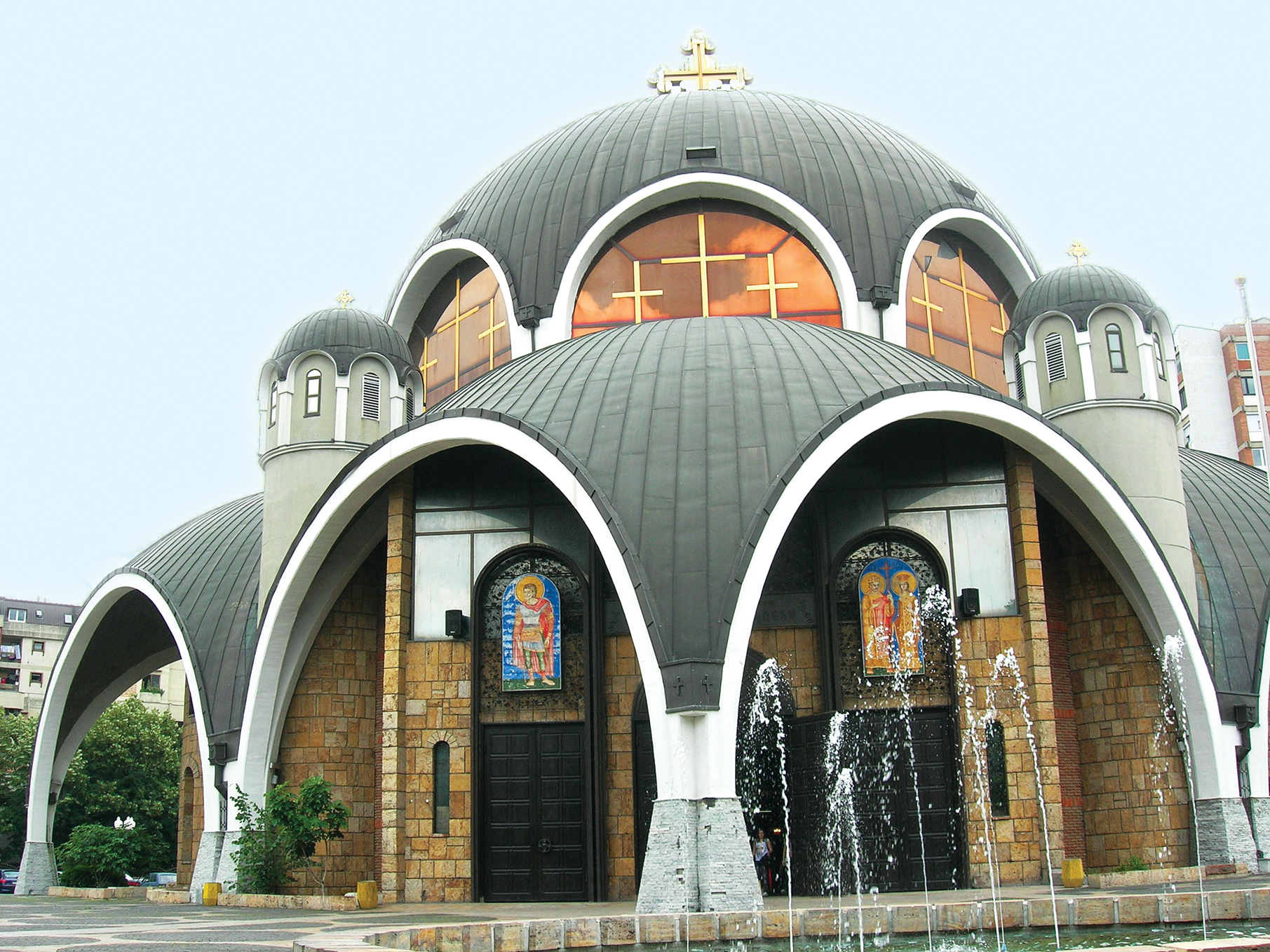
كاتدرائية القديس كليمنت الأرثوذكسية، في العاصمة إسكوبية.

المسيحية في مقدونيا الشمالية هي الديانة الرئيسية والغالبة في البلاد ويتبعها حوالي 65.1% من مُجمل السكان حسب التعداد السكاني لعام 2002، وتأتي الكنيسة المقدونية الأرثوذكسية في مقدمة المجموعات المسيحية الأرثوذكسية، ويتبعها حوالي 64.8% من السكان وهي الكنيسة الوطنية للشعب المقدوني، ويعتنق الأغلبيَّة الساحقة من المقدونيين عرقيًا المسيحيَّة على مذهب الأرثوذكسيَّة. في حين يأتي الإسلام في المرتبة الثانية في البلاد وهي الديانة السائدة بين الألبانيين. وجد مسح أجرته مؤسسة ايبسوس موري في عام 2011، أن حوالي 70.7% من سكان مقدونيا الشمالية من أتباع الديانة المسيحية، وتأتي الكنيسة الأرثوذكسية الشرقية في مقدمة الطوائف المسيحية (69.6%).
معظم المقدونيين عرقيًا هم أعضاء في الكنيسة المقدونية الأرثوذكسية. وهي كنيسة يمتد نطاق سلطانها الكنسي على أتباعها في مقدونيا الشمالية والشتات المقدوني؛ وقد أعلنت انفصالها عن الكنيسة الصربية الأرثوذكسية عام 1967 ولكنها لم تلق اعترافًا بشرعيتها من الكنائس الأرثوذكسية الأخرى. وينتمي عدد قليل من المقدونيين عرقيًا إلى الكنائس البروتستانتية والكنيسة الكاثوليكية.
يعود تاريخ المسيحية في شمال مقدونيا إلى العصور المبكرة، عندما وصل بولس الطرسوسي عام 51، إلى إقليم مقدونيا الروماني للتبشير. وبدأت المسيحية تنتشر على نطاق واسع في القرن التاسع خلال عملية التنصير في بلغاريا، وعندما أسس كليمنت الأوخريدي والقديس نعوم مدرسة أوخريد الأدبية. في حقبة سلالة الكوميتوبولي، أُنشئت الأبرشيات الجنوبية السلافية التي وقعت تحت سلطة رئيس أساقفة أوخريد حتى عام 1767، عندما قام العثمانيون، المتأثرون ببطريركية القسطنطينية المسكونية، بتعليق علمها. ومنذ ذلك الحين، بدأت مقدونيا الشمالية حركة من أجل التحرير والاستقلال في المجال الوطني والديني.

## تاريخ

### العصور الوسطى

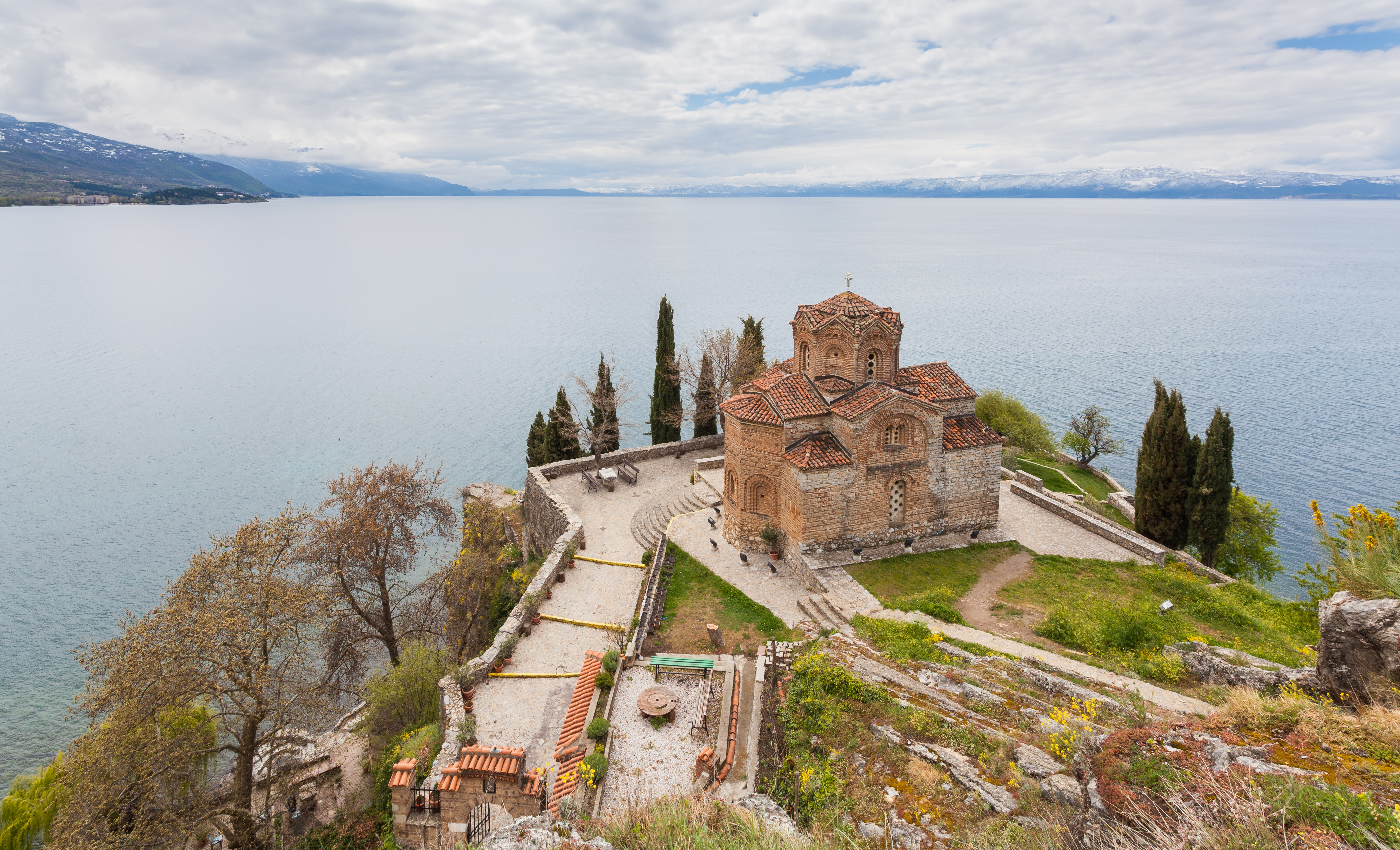
دير القديس يوحنا اللاهوتي، في مدينة أوخريد التي كانت مركز حضاري وروحي للمسيحية في مقدونيا.

أدَّت الغارات البربرية وعمليات التوغل في القرن الرابع والخامس والمستوطنات السلافية والبلغارية في القرنين السادس والقرن السابع إلى إلحاق أضرار جسيمة بالمنظمة الكنسيَّة للكنيسة المسيحية في الأراضي البلغارية، لكنها كانت بعيدة كل البعد عن تدميرها. وتم تعميد كوبرات وأورغانا معًا في القسطنطينية وبدأت المسيحية تُمهد طريقها بين مجتمعات البلغار. وبحلول منتصف القرن التاسع، كانت غالبية السلاف في مقدونيا مسيحيين. ولم يتم تأسيس كيان بلغاري مستقل إلا بعد التبني الرسمي للمسيحية من قبل بوريس الأول إمبراطور بلغاريا في عام 865. في عام 972 غزا الإمبراطور البيزنطي يوحنا زيمسكي بريسلاف، وفي السنوات المقبلة، ظلت إقامة البطاركة البلغارية مرتبطة ارتباطًا وثيقًا بالتطورات الحاصلة في الحرب بين سلالة كوميتوبولي البلغارية المالكة والإمبراطورية البيزنطية. في عقد 990، انتقل البطريرك فيليب، إلى أوخريد، التي أصبحت أيضًا الكرسي الدائم للبطريركية البغارية الأرثوذكسية.
احتل البلغار مدينة أوخريد في عام 867. وأصبحت مدرسة أوخريد الأدبيَّة التي أنشأت في عام 886 من قبل كليمنت الأوخريدي واحدة من المراكز الثقافية الرئيسية في الإمبراطورية البلغارية الأولى. ومن عام 990 إلى 1018 كانت أوخريد مقر البطريركية البلغارية. بعد الإستيلاء البيزنطي على المدينة في عام 1018 من قبل باسيل الثاني، خفضت مرتبة البطريركية البلغارية إلى مطرانية أوخريد، ووضعت تحت سلطة البطريرك المسكوني للقسطنطينية. وكان نخبة رجال الدين في مقدونيا بعد عام 1018 تقريبًا من الإغريق، بما في ذلك خلال فترة الهيمنة العثمانية، وذلك حتى إلغاء الأسقفية في عام 1767. خلال العصور الوسطى أصبحت أوخريد وبيتولا مدن أسقفية ومركزًا ثقافيًا ذا أهمية كبيرة بالنسبة للبلقان. لعب الأسقفية دورًا تاريخيًا وثقافيًا وروحيًا في حياة المسيحية البلغارية حيث ازدهر الفن والأدب والموسيقى والعمارة وعلوم اللاهوت المسيحيَّة في الأسقفيَّة؛ وتعتبر اليوم مدينة أوخريد من المدن المقدسة لدى الكنيسة المقدونية الأرثوذكسية.

### الحكم العثماني

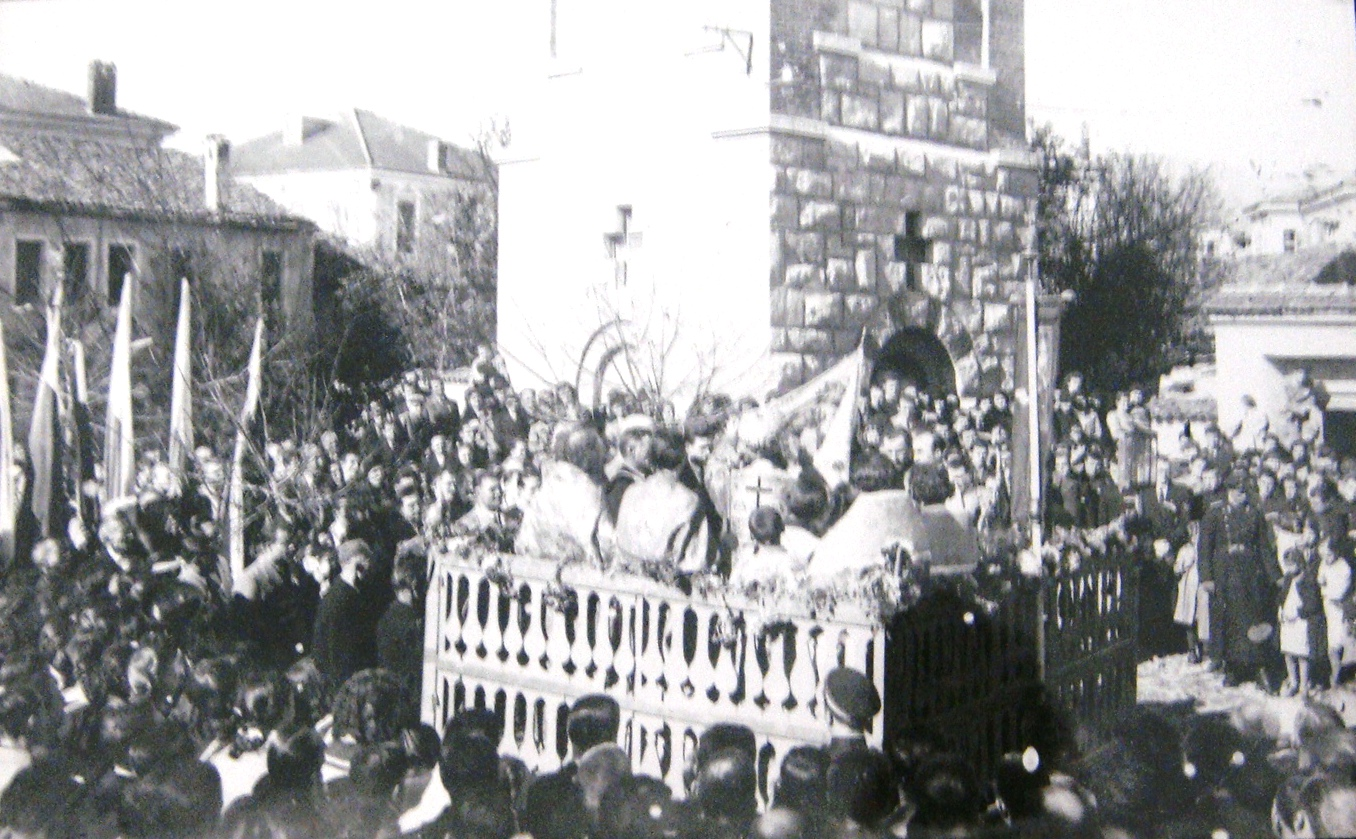
صورة تاريخيَّة لبدايات القرن العشرين تصور احتفالات عيد القيامة في بيتولا.

بعد الغزو العثماني للبلاد سمح العثمانيون لليهود والمسيحيين أن يمارسوا شعائرهم الدينية بحرية تحت حماية الدولة، وفقًا لما تنص عليه الشريعة الإسلامية، وبهذا فإن أهل الكتاب من غير المسلمين كانوا يعتبرون رعايا عثمانيين لكن دون أن يُطبق عليهم قانون الدولة، أي أحكام الشريعة الإسلامية، وفرض العثمانيون، كجميع الدول الإسلامية من قبلهم، الجزية على الرعايا غير المسلمين مقابل إعفائهم من الخدمة في الجيش. وكانت الكنائس المسيحيين تُطبق قانون جستنيان في مسائل الأحوال الشخصية. خصّ العثمانيون المسيحيين الأرثوذكس الفناريين بعدد من الامتيازات في مجاليّ السياسة والتجارة، وكانت هذه في بعض الأحيان بسبب ولاء الأرثوذكسيين للدولة العثمانية. وكان للفناريين تأثير وسلطة على أسقفية أوهريد الأرثوذكسية.
انخفض عدد المسيحيين خلال القرون الأولى من الحكم العثماني بسبب التحويل القسري والضرائب، وتشجيع السلطنة العثمانية استيطان المسلمين في المنطقة. تغير الوضع في القرن الثامن عشر وأزدادت أعداد المسيحيين في المنطقة من جديد، عندما برز أوخريد كمركز تجاري هام على طريق تجاري رئيسي. في نهاية هذا القرن كان حوالي خمسة آلاف مسيحي. وبرزت عدد من الأسر التجارية البرجوازية الأرثوذكسية أبرزها آل بوفي. خلال الحقبة العثمانية كان معظم المسيحيين في سكوبيه معظمهم من السلاف والألبان، إلى جانب جالية من التجّار الأرمن. لعبت الأديرة دور بارز في الحفاظ على اللغة المقدونية والوعي الوطني المقدوني على مر القرون من الهيمنة العثمانية. وتمكن الرهبان من الحفاظ على طابعهم الوطني في الأديرة، وعلى التقاليد المستمرة للطقوس السلافية والأدب المقدوني. وواصل الرهبان التعليم في مدارس الأديرة ونفذوا أنشطة تعليمية أخرى، تمكنت من إبقاء شعلة الثقافة المقدونية. وفقد معظم السكان المحليين تدريجيًا وعيهم الوطني المتميز، وحددوا كمسيحيين.
ظهرت الحركة من أجل التحرير والاستقلال في مقدونيا في منتصف القرن التاسع عشر، عندما تزايدت الحركات القومية والوطنية في أوروبا مع تزايد الوعي الوطني. وبدأت الحركة المقدونية في النضال من أجل التحرر الديني من التأثير الهيليني، مع انتشار الروح القومية لدى الشعب المقدوني، والتي رغبت في الاستقلال الكنسي عن بطريركية القسطنطينية المسكونية. وأدّى الفشل في المُحاولة للتحرر من سلطة بطريرك القسطنطينية، إلى انضمام البلغاريين المحليين مع الكنيسة الكاثوليكية في عام 1859. وكان مركز هذه الحركة مدينة كيلكيس، وهو الحدث المعروف باسم «اتحاد كيلكيس». وفي عام 1861، تم إنشاء النيابة البلغارية الرسولية الكاثوليكية في القسطنطينية للبلغاريين الكاثوليك الشرقيين التابعين للطقوس البيزنطية في المقاطعات الأوروبية للدولة العثمانية، والتي ضمت في ذلك منطقة مقدونيا الحالية. في عام 1883 تم إنشاء النيابة الرسولية المقدونية للبلغاريين والتي كان مركزها مدينة سلانيك.

### العصور الحديثة

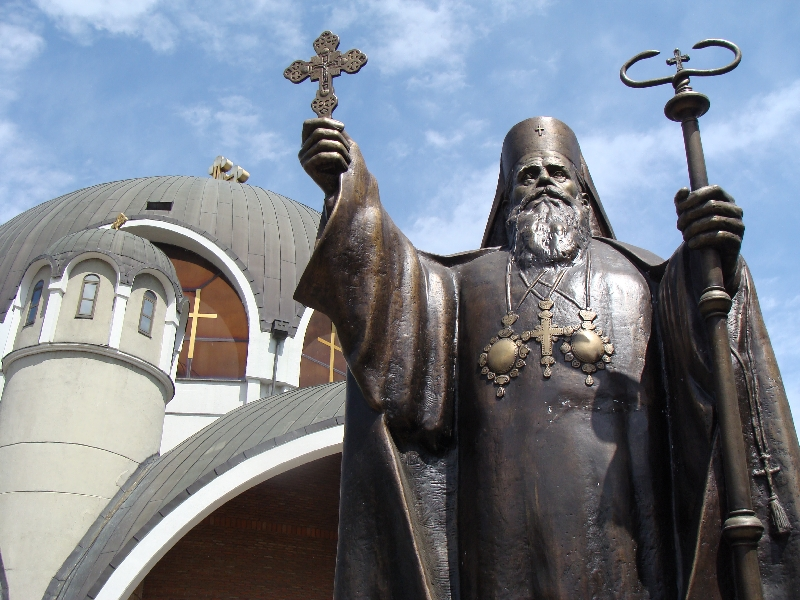
نصب للمطران المقدوني دوسيثيوس الثاني، الذي لعب دور في استقلال الكنيسة المقدونية الأرثوذكسية.

ولدت الأم تريزا تحت اسم أنيزي غونجيه (أو غونجا) بوجادجو في 26 أغسطس عام 1910 لعائلة ألبانيّة كوسوفيّة، في إسكوبية والتي كانت تابعة للدولة العثمانية (وهي الآن عاصمة جمهورية مقدونيا الشمالية). تمّ تعميدها في إسكوبية بعد ميلادها بيوم. لاحقاً، اعتبرت أن 27 آب (أغسطس) اليوم الذي تعمّدت فيه، هو «يوم ميلادها الحقيقي». وكانت أصغر أطفال نيكولا بوجاشيو ودرانافيل بوجاشيو (بيرناي). كان والدها على علاقة بسياسة المجتمع الألباني في مقدونيا، وتوفي عام 1919 عندما كانت في الثامنة من عمرها. وحازت الأم تريزا على جائزة نوبل للسلام عام 1979، وفي عام 1948 اهتمت الأم تريزا بالعناية بالأطفال المهمّلين في الهند، وعلى إثر ذلك خلعت زي الرهبنة ولبست الساري الهندي القطني بلونه الأبيض والخط الأزرق الذي عرفت به فيما بعد، حيث توجهت إلى دير للرهبنة الأمريكية يُقدم العناية الطبية والتمريض، ولما لم تُرضِ توجهاتها مسؤولي الدير اضطرت إلى الاعتماد على نفسها في البداية، قبل أن تصلها المعونة من متبرعات أخريات فأسست جمعيتها لراهبات المحبة عام 1950، التي اهتمت بالأطفال المشردين والعجزة.
حصلت فاردار مقدونيا على استقلالها الكامل عن الدولة العثمانية بحلول سنة 1912م، وانضمت البلاد إلى مملكة يوغوسلافيا في سنة 1882م، وانضم رعايا أسقفية أوهريد الأرثوذكسية مع الكنيسة الصربية الأرثوذكسية. في حين أن الرعايا الأرثوذكسية التي كانت تقع في الأراضي المقدونية المحتلة من بلغاريا كانت منضوية تحت سلطة الإكسرخسية البلغارية. يُذكر أنه بعد إنشاء الإكسرخسية البلغارية حصل انشقاق في صفوف الأرثوذكس البلغار وقد صوت المسيحيين في أسقفية سكوبيه وأوخريد في عام 1874 لصالح الانضمام إلى إكسارتشيت الإكسرخسية البلغارية.
مع السيطرة الشيوعية على المنطقة قمعت السلطات الشيوعية واضطهدت مختلف أشكال المسيحية بدرجات مختلفة وتبعاً لحقبة محددة. إن السياسة السوفياتية المعتمدة على الأيديولوجية الماركسية اللينينة، جعلت الإلحاد المذهب الرسمي للجمهورية، وقد دعت الماركسية اللينينية باستمرار السيطرة والقمع، والقضاء على المعتقدات الدينية. دمرت الكنائس والمساجد والمعابد، سَخِرت من القيادات الدينينة وعرضتهم للمضايقات ونفذت بهم أحكام الإعدام، وأغرقت المدارس ووسائل الإعلام بتعاليم الإلحاد، وبشكل عام روجت للإلحاد على أنه الحقيقة التي يجب على المجتمع تقبلها. بعد سقوط يوغسلافيا واستقلال جمهورية مقدونيا في عام 1991؛ تم إلغاء التشريع المناهض للأديان ونص الدستور على ضمان حرية الدين، وشهدت البلاد نهضة دينية. وفي عام 1967 وقع انشقاق بين الكنيسة الصربية والمقدونية، على إثره أعلنت الكنيسة المقدونية الأرثوذكسية استقلالها، ولكنها لم تلق اعترافًا بقانونيتها وشرعيتها من المجمع الأرثوذكسي المقدس. وعام 2002 وبعد فشل المفاوضات لإعادة الوحدة بين الكنيستين قامت البطريركية الصربية بتشكيل أسقفية جديدة في جمهورية مقدونيا يرأسها الأسقف جوفان والذي كان سابقا أسقفًا مقدونيًا خرج عن الكنيسة المقدونية الأرثوذكسية ليصبح أول رعاة أسقفية أوخريد حديثة التأسيس.

## الطوائف المسيحية

### المسيحية الأرثوذكسية

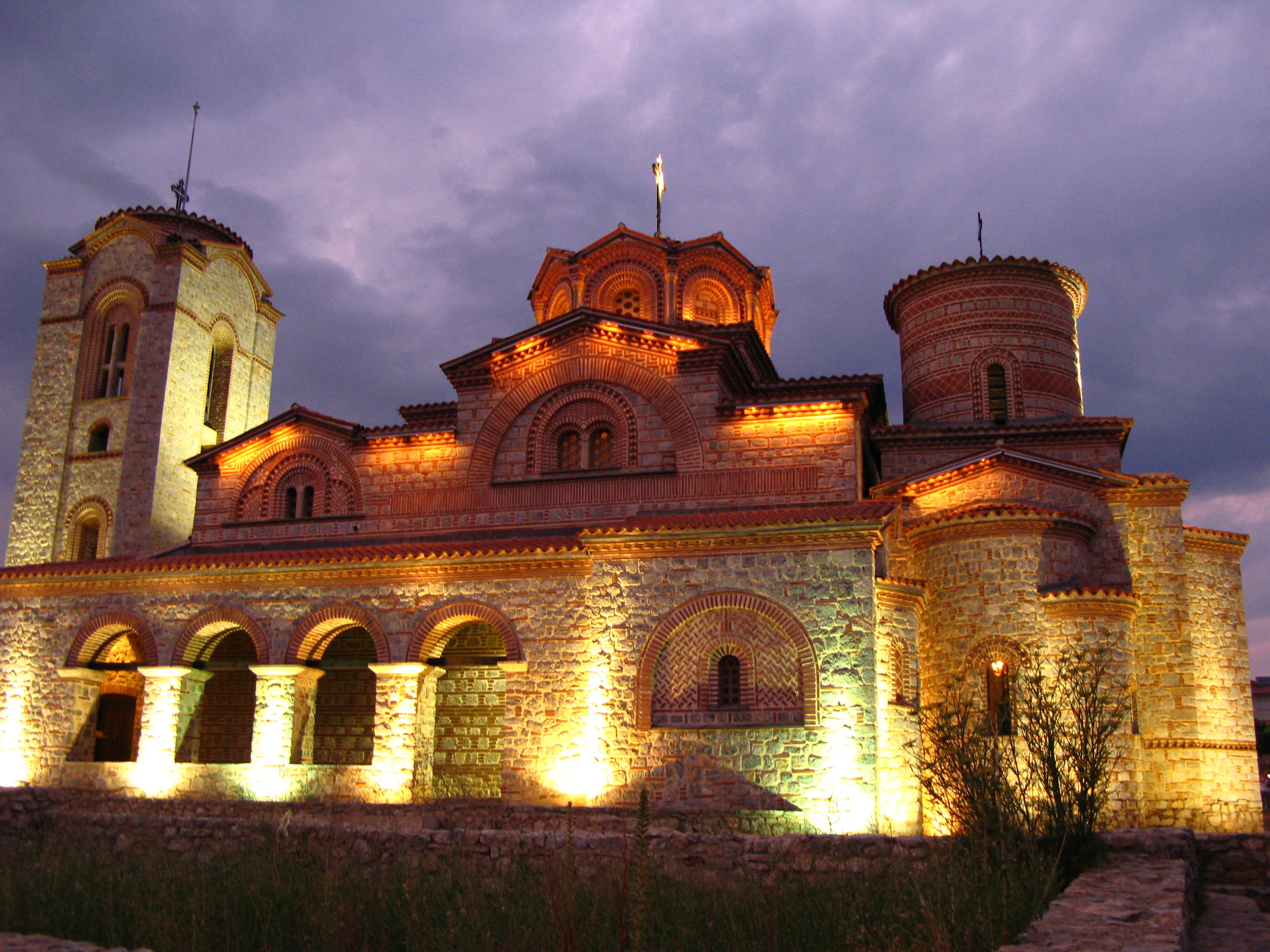
دير القديس كليمنت في مدينة أوخريد.

يعتنق معظم المقدونيين المسيحية ديناً على مذهب الأرثوذكسية الشرقية، ووجد مسح أجرته مؤسسة ايبسوس موري في عام 2011، أن حوالي 69.6% من سكان مقدونيا الشمالية من الأرثوذكس الشرقيين. وهناك 1,842 كنيسة في مقدونيا الشمالية. تملك الكنيسة الأرثوذكسية شبكة من المدارس الثانوية في سكوبيه. بالإضافة إلى كلية لاهوتية أرثوذكسية في العاصمة. وتمتد ولاية الكنيسة الأرثوذكسية المقدونية على 10 مقاطعات (سبعة في البلد وثلاثة في الخارج)، ولديها عشرة من الأساقفة وحوالي 350 من الكهنة. ويمنح سنويًا 30,000 شخص على سر المعمودية في جميع المحافظات. في حين أن أسقفية أوهريد الأرثوذكسية وهي أسقفية أرثوذكسية شرقية شبه مستقلة في جمهورية مقدونيا تتبع البطريركية الصربية. ويلقب رأسها بأسقف أوهريد وميتروبوليت سكوبيا. تحوي أوخريد، والتي يطلق عليها "أورشليم البلقان"، على 365 كنيسة، تمثل أيام السنة، إلى جانب العديد من المواقع التاريخية والثقافية والروحية؛ وتعتبر من المدن المقدسة لدى الكنيسة المقدونية الأرثوذكسية. وقد طورت الكنيسة المقدونية الأرثوذكسية ثقافة مسيحية خصوصًا في مدينة أوخريد حيث ازدهر فيها الفن والأدب والموسيقى والعمارة وعلوم اللاهوت المسيحيَّة.
عام 1967 وقع انشقاق بين الكنيسة الصربية والمقدونية، على إثره أعلنت الكنيسة المقدونية الأرثوذكسية استقلالها، ولكنها لم تلق اعترافًا بقانونيتها وشرعيتها من المجمع الأرثوذكسي المقدس. وعام 2002 وبعد فشل المفاوضات لإعادة الوحدة بين الكنيستين قامت البطريركية الصربية بتشكيل أسقفية جديدة في جمهورية مقدونيا يرأسها الأسقف جوفان والذي كان سابقا أسقفاً مقدونياُ خرج عن الكنيسة المقدونية الأرثوذكسية. ليصبح أول رعاة أسقفية أوخريد حديثة التأسيس. وتمتد سلطة الكنيسة المقدونية الأرثوذكسية، وهي كنيسة أرثوذكسية شرقية أعلنت انفصالها عن الكنيسة الصربية الأرثوذكسية عام 1967 ولكنها لم تلق اعترافًا بشرعيتها من الكنائس الأرثوذكسية الأخرى، الكنسي على أتباعها في جمهورية مقدونيا والمهجر. ويلقب رأسها برئيس أساقفة أوهريد ومقدونيا، ويرأسها منذ عام 2005 رئيس الأساقفة ستيفان وتشتمل الكنيسة على 13 أسقفية في مقدونيا وفي الخارج. وتعتبرها شريحة واسعة من المقدونيين بأنها الكنيسة الوطنية للبلاد، ويتبعها 1,350,000 مقدوني في مقدونيا الشمالية.
تتبع الأقلية الصربيَّة في البلاد والتي يبلغ تعدادها حوالي 36,000 نسمة، في معظمها الكنيسة الصربية الأرثوذكسية. وهي كنيسة أرثوذكسية شرقية مستقلة تتمركز في صربيا، والجبل الأسود، والبوسنة والهرسك. يأتي ترتيبها في المرتبة السادسة بين الكنائس الأرثوذكسية بعد القسطنطينية، الإسكندرية، أنطاكية، أورشليم وموسكو. وهناك أيضاً عدد قليل من أتباع الكنيسة الأرثوذكسية الشرقية بين الأقلية الألبانية، وتتواجد عدد من القرى الألبانية الأرثوذكسية في ريكا العليا، بالإضافة إلى مجتمعات تاريخية في أوخريد وماليسيا وكروسيفو وكومانوفو، بالإضافة إلى مدينة بوتلي وبعض القرى المحيطة بها (ترنوفو ونيكبول وماغاريفو). وقد تم استيعاب هذه المجتمعات إلى حد كبير في المجتمعات السلافية.

### الكاثوليكية

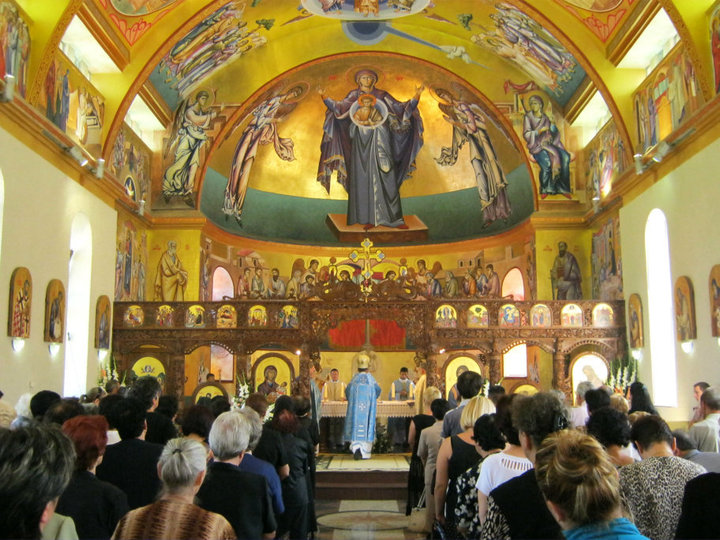
مصلين يؤدون الصلوات في كنيسة سيدة الإنتقال الكاثوليكية الشرقية في ستروميكا.

الكنيسة الكاثوليكية المقدونيّة هي جزء من الكنيسة الكاثوليكية العالمية في ظل القيادة الروحية للبابا في روما. وهناك وجود أيضًا لمجموعات كاثوليكية شرقية منها الكنيسة الكاثوليكية البيزنطية المقدونية ويتبعها حوالي 11,000 شخص في جمهورية مقدونيا. تأسست الكنيسة في عام 1918، وتتكون في معظمها من المتحولين إلى الكاثوليكية وأحفادهم. الكنيسة الكاثوليكية البيزنطية المقدونية هي كنيسة كاثوليكية شرقية وتتبع الطقوس البيزنطية وتتواصل مع الكنيسة الرومانية الكاثوليكية والكنائس الكاثوليكية الشرقية. معظم المؤمنين الكاثوليك من شمال مقدونيا هم من الألبان والمقدونيين العرقيين والكروات، كما وتضم الكنيسة الرومانية الكاثوليكية حوالي 7,008 نسمة من العرقيَّة الألبانيَّة. ويتركز معظم الكاثوليك في مقاطعة سكوبيه والمنطقة الجنوبية الشرقية. ووجد مسح أجرته مؤسسة ايبسوس موري في عام 2011، أن حوالي 0.4% من سكان مقدونيا الشمالية من الكاثوليك. في مايو من عام 2019 قام البابا فرنسيس بزيارة مقدونيا الشمالية، وأشاد البابا أمام المسؤولين المحليين «بالغنى الثقافي» لهذه الدولة و«بالتنوع العرقي والديني لهذا الشعب الذي جاء ثمرة تاريخ غني من العلاقات التي نسجت عبر العصور».

### البروتستانتية
في أواخر القرن التاسع عشر وأوائل القرن العشرين، قام العديد من المبشرين الأمريكيين العاملين في سلانيك بتحويل عدد من القرى في منطقة ستروميكا وبيتريتش إلى الميثودية. ولا تزال هذه القرى تمارس المذهب الميثودي حتى يومنا هذا. ومن الطوائف البروتستانتية الأخرى الهامة في شمال مقدونيا هي الكنيسة المعمدانية، والتي يعود حضورها في المنطقة إلى عام 1928. منذ العام 1980 نمت الطائفة البروتستانتية، ويعود ذلك إلى الحركات التبشيريَّة الناشطة. وتضم البلاد تجمعات بروتستانتية مختلفة وتصل تعدادهم حوالي 61,358 نسمة أو 3% من مجمل السكان. البروتستانتي الأكثر شهرة في البلاد هو الرئيس الراحل بوريس ترايكوفسكي. تُعد الميثودية أكبر وأقدم كنيسة بروتستانتية في الجمهورية، ويعود تاريخها إلى أواخر القرن التاسع عشر. وهاجر العديد من الميثوديين المقدونيين في عام 1960 وعام 1970، خصوصاً إلى أستراليا.

## صور
| مقر أسقف الكنيسة المقدونية الأرثوذكسية في مدينة بيتولا | دير القديس يوحنا غوستيفار تم إنشاؤها في 1020 | بيت الأم تريزا التذكاري في مدينة سكوبيه أفتتح 2009 | صليب يطل على مدينة رادوفیس | كنيسة التجلي في مدينة بريب | داخل كنيسة الثالوث رادوفیس | زفاف في كنيسة المهد سكوبيه | أيقونة البشارة في كنيسة القديس كليمنت أوخريد | أيقونة بيزنطية في كنيسة القديس بندلايمون سكوبيه | دير الحكمة المقدسة أوخريد | دير القديس نعوم أوخريد انشائها 905 | نصب كيرلس وميثوديوس سكوبيه | كنيسة الثالوث رادوفیس | دير شهداء سبسطية الأربعون بيتولا | دير القديسين كيرلس وميثوديوس تيتوفو | دير القديسين كيرلس وميثوديوس تيتوفو | جداريَّة دير القديس نيقولا كومانوفو | كنيسة القديسة صوفيا أوخريد | كاثوليك ألبان من سكوبيه عام 1910 |